# Lasioglossum stradbrokense
Lasioglossum stradbrokense là một loài Hymenoptera trong họ Halictidae. Loài này được Cockerell mô tả khoa học năm 1916.

## Hình ảnh

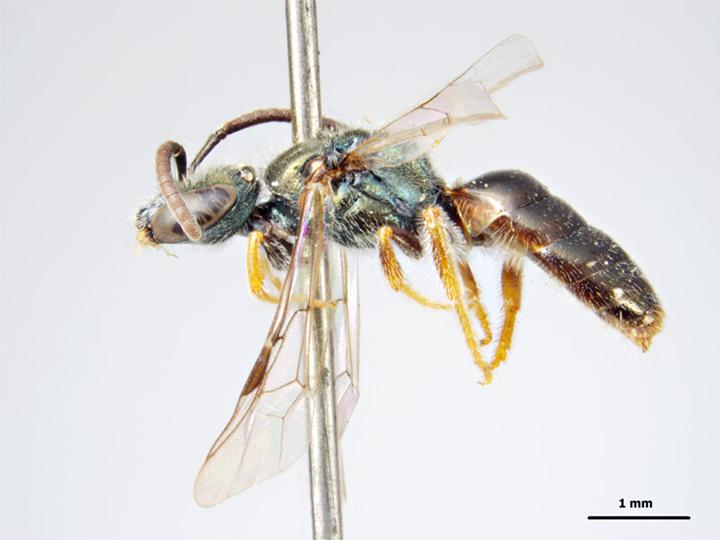